# اسپنسر گروو (آیووا)
اسپنسر گروو (به انگلیسی: Spencers Grove) یک منطقهٔ مسکونی در ایالات متحده آمریکا است که در آیووا واقع شده‌است. اسپنسر گروو ۲۹۶٫۸۸ متر بالاتر از سطح دریا قرار دارد.